# قرار مجلس الأمن التابع للأمم المتحدة رقم 1683
قرار مجلس الأمن التابع للأمم المتحدة رقم 1683، الذي اتخذ بالإجماع في 13 يونيو 2006، بعد أن ذكر بجميع القرارات السابقة بشأن الحالة في ليبريا وغرب أفريقيا، قام المجلس بتعديل حظر الأسلحة المفروض على البلاد بحيث يمكن استخدام الأسلحة والذخيرة لأغراض التدريب من قبل الحكومة والشرطة وقوات الأمن.
ورحبت ليبريا بالقرار لكنها حثت على رفع العقوبات المتعلقة بالأخشاب والماس.

## القرار

### أعمال
بموجب الفصل السابع من ميثاق الأمم المتحدة، قرر المجلس أن الإجراءات المفروضة في القرار 1521 (2003) لن تنطبق على الأسلحة والذخيرة التي يتم توفيرها لأعضاء الحكومة وأجهزة الأمن والشرطة لأغراض التدريب. وستوافق اللجنة المنشأة بموجب ذلك القرار على البنود على أساس كل حالة على حدة لاستخدام الأفراد المدربين والمدققين منذ إنشاء بعثة الأمم المتحدة في ليبريا في تشرين الأول / أكتوبر 2003.
علاوة على ذلك، سيتم فيما بعد تمييز الأسلحة والذخائر المطلوبة والاحتفاظ بسجل لها. طُلب من بعثة الأمم المتحدة في ليبريا فحص قوائم جرد الأسلحة والذخيرة التي تم الحصول عليها وإبلاغ اللجنة بالنتائج التي توصلت إليها.
أخيرًا، أكد القرار مجددًا على أهمية استمرار تعاون بعثة الأمم المتحدة في ليبيريا مع اللجنة والحكومة الليبيرية ولجنة الخبراء التي تراقب تنفيذ العقوبات ضد البلاد.

## روابط خارجية
- نص القرار في undocs.org